# Огаревка (Мордовия)
Огарёвка  — деревня в составе Большемаресевского сельского поселения Чамзинского района Республики Мордовия.

## География
Находится на расстоянии примерно в 9 километрах по прямой на запад от районного центра — посёлка  Чамзинка.

## История
Известна с 1863 года, когда она была учтена как владельческая деревня Ардатовского уезда из 17 дворов, название связано с фамилией владельцев.
Религия
По состоянию на конец XIX века жители деревни Агаревка были прихожанами церкви села Сырятино (Димитриевское) (построена не позднее 1758 года на средства прихожан; деревянная двухпрестольная, главный престол — в честь Казанской иконы Божией Матери, в приделе — в честь Димитрия Солунского).

## Население
| 2002 | 2010 |
| ---- | ---- |
| 23   | ↘10  |

Постоянное население составляло 23 человека (русские 87%) в 2002 году.